# Luca Jeckstadt
Luca Jeckstadt (1999) è un giocatore di football americano tedesco che gioca come kicker per gli New Yorker Lions.